# Bernhard von Bülow
Książę Bernhard Heinrich Karl Martin von Bülow (ur. 3 maja 1849, zm. 28 października 1929 w Rzymie) – niemiecki polityk, dyplomata, kanclerz II Rzeszy oraz premier Prus w latach 1900-1909.
W czasie swojego urzędowania skupiał się głównie na sprawach zagranicznych. Prowadził politykę imperialną i mocarstwową, którą znaczyły m.in.: interwencja w Chinach i dalsza rozbudowa floty. Po ustąpieniu z urzędu kanclerza był ambasadorem we Włoszech w latach 1914-1915.
W roku 1887 wyraził nadzieję, iż przyszły konflikt zbrojny pozwoli na wypędzenie Polaków z polskich ziem zagarniętych przez Niemcy.

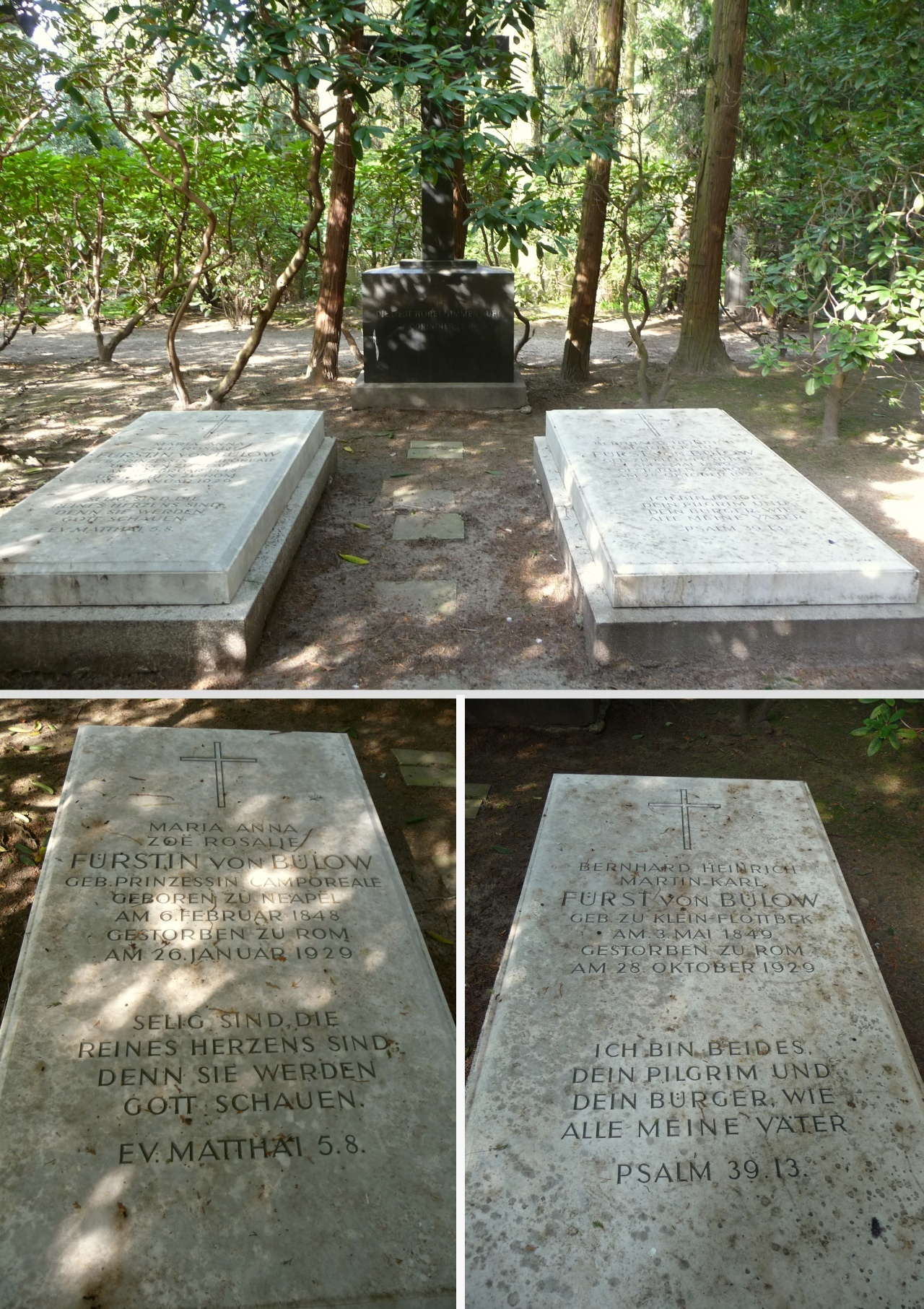
Grób Bernharda von Bülowa

Zmarł 28 października 1929 r. Został pochowany na cmentarzu Nienstedten w Hamburgu-Nienstedten.

## Odznaczenia
- Order Orła Czarnego z łańcuchem i brylantami (Prusy)[2]
- Order Królewski Korony I klasy (Prusy)[3]
- Wielki Komandor Orderu Hohenzollernów (Prusy)[3]
- Kawaler Orderu Świętego Jana (Prusy)[3]
- Odznaka za Służbę Wojskową Landwehry (Prusy)[3]
- Krzyż Wielki Orderu Alberta Niedźwiedzia (Anhalt)[3]
- Order Wierności (Badenia)[3]
- Krzyż Wielki Orderu Lwa Zeryngeńskiego z liśćmi dębu (Badenia)[3]
- Order Świętego Huberta (Bawaria)[2]
- Krzyż Wielki Orderu Zasługi Korony Bawarskiej (Bawaria)[3]
- Krzyż Wielki Orderu Henryka Lwa (Brunszwik)[3]
- Krzyż Wielki Orderu Ludwika (Hesja)[3]
- Krzyż Wielki Orderu Zasługi Filipa Wspaniałomyślnego (Hesja)[3]
- Krzyż Wielki Orderu Domowego Lippe (Księstwo Lippe)[3]
- Krzyż Wielki Orderu Korony Wendyjskiej w złocie (Meklemburgia)[3]
- Krzyż Wielki Orderu Gryfa (Meklemburgia)[3]
- Krzyż Zasługi za Odznaczenie się Podczas Wojny (Meklemburgia-Strelitz)[3]
- Wielki Krzyż Zasługi Orderu Domowego i Zasługi Księcia Piotra Fryderyka Ludwika z koroną (Oldenburg)[3]
- Order Korony Rucianej (Saksonia)[2]
- Krzyż Wielki Orderu Alberta z gwiazdą (Saksonia)[3]
- Krzyż Wielki Orderu Sokoła Białego (Saksonia-Weimar)[3]
- Krzyż Wielki Orderu Ernestyńskiego (Saksonia)[3]
- Order Domowy Zasługi Schaumburg-Lippe (Schaumburg-Lippe)[3]
- Krzyż Wielki Orderu Korony Wirtemberskiej (Wirtembergia)[3][3]
- Krzyż Wielki Orderu Fryderyka z koroną (Wirtembergia)[3]
- Krzyż Wielki Orderu Gwiazdy Etiopii (Abisynia)[3]
- Wielka Wstęga Orderu Leopolda (Belgia)[3]
- Krzyż Wielki Orderu Świętego Aleksandra z brylantami (Bułgaria)[3]
- Order Podwójnego Smoka III stopnia I klasy (Chiny)[3]
- Order Słonia (Dania, 1906)[4]
- Komandor Legii Honorowej (Francja)[3]
- Krzyż Wielki Orderu Zbawiciela (Grecja)[3]
- Kawaler Krzyża Wielkiego Orderu Królewskiego Wiktoriańskiego (Wielka Brytania)[3]
- Order Kwiatów Paulowni (Japonia)[3]
- Order Annuncjaty (Włochy, 1902)[5]
- Kawaler Krzyża Wielkiego Orderu Świętych Maurycego i Łazarza (Włochy)[3]
- Kawaler Orderu Korony Włoch (Włochy)[3]
- Krzyż Wielki Orderu Świętego Karola (Monako)[3]
- Krzyż Wielki Orderu Daniły I (Czarnogóra)[3]
- Kawaler Krzyża Wielkiego Orderu Lwa Niderlandzkiego (Niderlandy)[3]
- Krzyż Wielki Orderu Świętego Olafa (Norwegia)[3]
- Order Świętego Stefana z brylantami (Austro-Węgry)[2]
- Krzyż Wielki Orderu Leopolda (Austro-Węgry)[3]
- Kawaler Orderu Korony Żelaznej III klasy (Austro-Węgry)[3]
- Order Portretu Władcy (Persja)[3]
- Order Lwa i Słońca III klasy (Persja)[3]
- Krzyż Wielki Orderu Wieży i Miecza z koroną (Portugalia)[2]
- Krzyż Wielki Orderu Karola I (Rumunia)[3]
- Krzyż Wielki Orderu Gwiazdy Rumunii (Rumunia)[3]
- Krzyż Wielki Orderu Korony Rumunii (Rumunia)[3]
- Order Świętego Andrzeja z diamentami (Imperium Rosyjskie, 1901)[2]
- Order Serafinów (Szwecja, 1908)[6]
- Krzyż Wielki Orderu Orła Białego (Serbia)[3]
- Kawaler Krzyża Wielkiego Orderu Słonia Białego (Syjam)[3]
- Order Złotego Runa (Hiszpania, 1905)[7]
- Krzyż Wielki Orderu Karola III (Hiszpania)[3]
- Krzyż Komandorski z Gwiazdą Orderu Izabeli Katolickiej (Hiszpania)[3]
- Order Imtiyaz z brylantami (Imperium Osmańskie)[3]
- Złoty Medal Imtiyaz (Imperium Osmańskie)[3]
- Srebrny Medal  Imtiyaz (Imperium Osmańskie)[3]
- Order Sławy (Imperium Osmańskie)[3]
- Order Osmana I klasy z brylantami (Imperium Osmańskie)[3]
- Order Medżydów I klasy z brylantami (Imperium Osmańskie)[3]
- Wielka Wstęga Orderu Sławy (Tunezja)[3]